# フアド・ハッサン
フアド・ハッサン（インドネシア語: Fuad Hassan, 1929年6月26日 - 2007年12月7日）は、インドネシア共和国の政治家。元教育文化相。
1929年、インドネシア中部のスマランに生まれた。インドネシア大学で心理学の博士号を取得している。スハルト政権下の1985年から1993年にかけて、同国の教育文化相を務めた。2005年以降は肺癌に悩まされ、2007年12月7日午後3時40分、ジャカルタのチプト・マングンクスモ病院で亡くなった。